# 南阿魯斯圖克 (緬因州)
南阿魯斯圖克（英語：South Aroostook）是位於美國緬因州阿魯斯圖克縣的一個未組織地區。

## 地方資料
南阿魯斯圖克的面積為954.40平方千米，當中陸地面積為925.20平方千米，而水域面積為29.20平方千米。根據2010年美國人口普查的數據，當地共有人口579人，而人口密度為每平方千米0.61人。